# Константинов, Николай Пантелеевич
Никола́й Пантеле́евич Константи́нов (20 декабря 1920 года, Таганрог — 23 августа 1982 года, там же) — генерал-майор артиллерии.

## Биография
Родился 20 декабря 1920 года в Таганроге. В 1938 году окончил таганрогскую среднюю школу № 2 им. А. П. Чехова. В 1940 году окончил Первое Московское артиллерийское училище. Направлен командиром взвода в Брест-Литовск. В мае 1941 года вместе со своим полком был переведён на турецкую границу, в Ленинакан. Николай Константинов участвовал в боях за Сталинград, в освобождении Ростова-на-Дону, Таганрога, Севастополя. В 1944 году в звании майора был направлен на учёбу в Московскую артиллерийскую академию им. Ф. Э. Дзержинского. В 1954 году окончил академию Генерального штаба. Служил командиром отдельной артиллерийской бригады, командиром артиллерийской дивизии в Дальневосточном военном округе, руководил Ленинградским артиллерийским училищем с 1963 по 1966 год. Служил заместителем командующего войсками Ленинградского, Новосибирского военных округов по военным учебным заведениям. В 1970—72 гг. работал военным советником при президенте Египта. С 1975 года в запасе. Умер 23 августа 1982 года в городе Таганроге.

## Государственные награды
- Орден Отечественной войны I степени.
- Орден Отечественной войны II степени.
- Орден Красной Звезды (дважды).
- Орден Трудового Красного Знамени.
- Медаль «За отвагу».
- Ордена Египта и Монголии.

## Родственники
- Бондаренко, Игорь Михайлович (1927—2014) — двоюродный брат, советский и российский писатель[3].